# Средиземноморско-ближневосточный театр Второй мировой войны
Средиземноморско-ближневосточный театр Второй мировой войны (1940—1945) — боевые действия, происходившие во время Второй мировой войны в Средиземном море, на Балканах, на Ближнем Востоке, Северной Африке, Италии и Южной Франции.
Средиземноморский и Ближневосточный театр был одним из главных театров военных действий во время Второй мировой войны. На этом театре военных действий происходили морские, наземные и воздушные кампании за контроль над Средиземноморьем, Северной Африкой, Африканским Рогом, Ближним Востоком и Южной Европой. Бои продолжались с 10 июня 1940 года, когда Италия вступила в войну на стороне Германии, до 2 мая 1945 года, когда капитулировали все военные формирования Стран Оси в Италии. Тем не менее, после 2 мая 1945 боевые столкновения продолжались в Греции — где Британские войска были направлены на помощь греческому правительству против партизан, на ранних этапах разгарающейся гражданской войны в Греции. Независимо от размера ТВД, различные кампании рассматривались не как аккуратно разделённые районы операций, а как часть огромного театра военных действий.
Фашистская Италия стремилась создать новую Римскую империю, в то время как британские силы изначально стремились сохранить статус-кво. Италия вторглась в Грецию, но только после введения немецких войск Греция и Югославия были оккупированы. Силы антигитлеровской коалиции и Стран Оси участвовали в боевых действиях по всей Северной Африке, причём вмешательство Стран Оси на Ближнем Востоке привело к началу боевых действий на этой территории. В итоге, за три года боёв силы Стран Оси были побеждены в Северной Африке, а их продвижение на Ближнем Востоке было остановлено. Затем войска антигитлеровской коалиции начали вторжение в Италию, в результате чего итальянцы свергли Муссолини и решили выйти из войны.
Театр войны привёл к крушению режима Муссолини и изменил стратегическое положение Германии, в результате чего немецкие дивизии были развёрнуты в Африке и Италии, а общие немецкие потери (с учётом захваченных в плен) составили более двух миллионов человек. Итальянские боевые потери составили около 177 000 человек, ещё несколько сотен тысяч были захвачены в плен в ходе различных кампаний. Британские потери составили более 300 000 человек убитыми, ранеными или захваченными в плен, а общие американские потери в регионе составили 130 000 человек.

## Вторжение в Египет. Первое вторжение в Грецию (июнь 1940 — март 1941)
10 июня 1940 года, в разгар немецкого наступления во Франции, Италия объявила войну Великобритании и Франции. 11 июня итальянская авиация совершила первый налёт на остров Мальту, где находилась крупная британская военно-морская база. После капитуляции Франции и подписания вишистским правительством союза с Германией, возникла угроза использования французского флота Германией и Италией. 3 июля 1940 британцы нанесли удар по французскому флоту в алжирском Мерс-Эль-Кебире и других портах (см. операция «Катапульта»), захватив или потопив почти все военные корабли Франции.
13 сентября 1940 года итальянская армия вторглась с территории Ливии в Египет с целью захвата Александрии и Суэцкого канала, но вскоре она была остановлена. 28 октября Италия вторглась в Грецию с территории Албании. Однако греческая армия остановила атаку, перешла в контрнаступление и нанесла итальянцам сокрушительное поражение, выбив их с территории страны и заняв Южную Албанию. 11 ноября англичане нанесли серьёзное поражение итальянскому флоту в Таранто (большая часть линейных кораблей были серьёзно повреждены), после чего морские перевозки в Африку для итальянцев стали довольно затруднительны. 9 декабря 1940 английские войска перешли в наступление в Египте, заняли всю Киренаику и в начале февраля 1941 вышли в район Эль-Агейла. После этого англичане прекратили наступление в Северной Африке и начали переброску войск в Грецию.

## Захват Греции и Югославии. Сражения в Северной Африке и на Ближнем Востоке (март 1941 — ноябрь 1941)
6 апреля союзные войска Германии, Италии, Венгрии, Румынии и Болгарии вторглись в Югославию и Грецию. 11 апреля хорватские нацисты провозгласили независимость и призвали хорватов покинуть югославскую армию, что подорвало её боеспособность. 13 апреля пал Белград, а на следующий день правительство эмигрировало из страны. 18 апреля Югославия подписала капитуляцию и 350 тыс. её солдат попали в плен. В Греции итало-немецкие войска разгромили основные силы греческой армии к 20 апреля. Преследуя остатки отступающих греческих войск, немецкие войска быстро вышли к Фермопилам, сломили сопротивление австралийских соединений и 24 апреля овладели горным проходом. 26 апреля воздушный десант захватил мост через Коринфский канал и открыл путь на Пелопоннес, 27 апреля пали Афины. Греция капитулировала. Лишь около 70 тыс. английских, австралийских и греческих солдат успели эвакуироваться на остров Крит и в Египет.
Трудное положение итальянцев в Северной Африке заставляет их просить помощи у Германии. В Африку прибывает немецкий корпус во главе с генералом Роммелем. 31 марта он переходит в наступление и к 15 апреля выбивает англичан из Ливии и подходит к границам Египта. Англичане потеряли многие опорные пункты, сохранив лишь крепость Тобрук, защищавшую путь вглубь страны, к Нилу. В связи с пронацистской политикой правительства Ирака, британские войска 18 апреля 1941 вторгаются в Ирак. После полутора месяца упорных боёв 30 мая Ирак капитулирует. В июне британская армия при поддержке движения «Сражающаяся Франция» захватывает Сирию и Ливан, выведя их из под контроля вишистского режима. После отказа иранского правительства в размещении британских и советских войск на территории Ирана, СССР и Великобритания в августе — сентябре 1941 оккупируют Иран. Шах Реза Пехлеви бежит из страны, Иран вступает в Антигитлеровскую коалицию.
Летом 1941 британский флот и авиация прочно захватили господство на море и в воздухе на Средиземноморском театре. Используя остров Мальта как базу, они потопили в августе 1941 33 %, а в ноябре — свыше 70 % грузов, направлявшихся из Италии в Северную Африку.

## Победа союзников в Северной Африке (ноябрь 1941 — май 1943)
18 ноября англичане перешли в наступление в Египте, сняли осаду с Тобрука и к началу 1942 вновь завладели Киренаикой. 21 января 1942 войска Роммеля нанесли внезапный ответный удар, разгромили англичан и 7 февраля вышли на рубеж Эль-Газала, Бир-Хакейм. 27 мая 1942 они возобновили наступление, вступили в Египет и к концу июня вышли на подступы к Эль-Аламейну в непосредственной близости от Суэцкого канала и Александрии. Однако сил для дальнейшего наступления было недостаточно, а возможности переброски войск из резерва ограничены. Стратегическая обстановка для английских войск к осени 1942 улучшилась, была усилена их группировка в Египте и завоёвано господство в воздухе. 23 октября 1942 британские войска под командованием генерала Монтгомери перешла в наступление против итало-немецких войск и в начале ноября прорвали оборону противника в районе Эль-Аламейна. В ходе преследования английские войска 13 ноября заняли город Тобрук, 27 ноября — Эль-Агейлу, 23 января 1943 — Триполи и в 1-й половине февраля подошли к линии Марет западнее границы Туниса с Ливией.
8 ноября 1942 американо-английские дивизии под командованием генерала Эйзенхауэра начали высадку в Алжире, Оране и Касабланке. К концу ноября англо-американские войска заняли Марокко и Алжир, вступили в Тунис и подошли к городам Бизерта и Тунис. В середине февраля 1943 немецкие танковые войска нанесли удар по американским войскам, продвинулись на северо-запад на 150 км, но затем под давлением превосходящих сил отошли на исходные позиции. 21 марта 1943 англо-американские войска начали наступление с юга на линию Марет и с запада в районе Макнаси и прорвали оборону итало-немецких войск, которые в начале апреля отошли к городу Тунис. 13 мая 1943 итало-немецкие войска, окружённые на полуострове Бон (250 тыс. человек), капитулировали. Занятие союзниками Северной Африки резко ухудшило и без того тяжёлое стратегическое положение стран фашистского блока в Средиземном море.
Последствия
Когда союзники получили контроль над Средиземноморьем, конвои с вооружениями и материалами для СССР стали направляться этим путем через Ирак в дополнение к арктическим конвоям.

## Итальянская кампания (май 1943 — май 1945)
10 июля 1943 англо-американские войска начали высадку на острове Сицилия. Располагая абсолютным превосходством сил на море и в воздухе, они к середине августа овладели Сицилией, а в начале сентября переправились на Апеннинский полуостров. В Италии нарастало движение за ликвидацию фашистского режима и выход из войны. В результате ударов англо-американских войск и роста антифашистского движения в конце июля пал режим Муссолини. Его сменило правительство Бадольо, подписавшее 3 сентября перемирие с США и Великобританией. В ответ немцы ввели в Италию дополнительные контингенты войск, разоружили итальянскую армию и оккупировали страну. К ноябрю 1943, после высадки англо-американских десантов в Салерно, немецкое командование отвело свои войска в район Рима, где фронт стабилизировался. Лишь в мае 1944 союзники сумели прорвать германскую оборону южнее Рима и, соединившись с десантом, ранее высаженным у Анцио, заняли итальянскую столицу 4 июня 1944 г. После этого 2 французские и 3 американские дивизии были отозваны с фронта для высадке в Южной Франции. Из США и Северной Африки также прибыли дополнительные дивизии. 15 августа 6-я группа армий — американо-французские войска высадились на побережье Южной Франции. Немецкие войска оказали слабое сопротивление и, так как общая остановка на Западном фронте складывалась для них неудачно, 19 августа начали отходить с территории Южной Франции. До 11 сентября 6-я группа армий подчинялась командованию союзников в Средиземноморье (AFHQ) пока в районе Дижона союзные войска высадившиеся в Южной Франции соединились с войсками союзников, наступавшими из Северной Франции. После этого 6-я группа армий стала подчиняться Западноевропейскому командованию союзников (SHAEF) и Южно-Французская операция уже стала частью Западноевропейского театра военных действий.
После этого до весны 1945 года война в Италии была позиционной, боевые действия происходили в районе «Готской линии».
В первой половине апреля 1945 союзники развернули решающее наступление в Северной Италии. После ряда боёв они заняли Болонью и форсировали реку По. В конце апреля под ударами союзных войск и под воздействием народного восстания, охватившего всю Северную Италию, немецкие войска стали быстро отступать. 2 мая немецкая группа армий «Ц» капитулировала.

## Фильмы
- «Сахара (фильм, 1995)», Австралия — США, 1995
- «Английский пациент», США, 1996
- «Выбор капитана Корелли», США — Франция — Великобритания, 2001
- «Малена», Италия, 2000
- «Indigènes», Франция 2006.
- «Муссолини и я», телесериал, США, Франция, Италия, ФРГ, Швейцария, 1985.
- Поля сражений: Битва за Средиземноморье / Battlefield: Battle of Mediterranean (2005)
- Поля сражений: Битва при Эль-Аламейне / Battlefield: Battle of El Alamein (2005)
- Поля сражений: Тунис / Battlefield: Tunisia (2005)
- Поля сражений: Битва при Монте-Кассино / Battlefield: Battle of Monte Cassino (2005)

1. ↑  Жеру, 2023, с. 259.